# Stellan Skarsgård
Stellan John Skarsgård (AFI: [ˈstɛ̂lːan ˈjouːn ˈskɑ̌ːʂɡoːɖ]; Göteborg, 13 giugno 1951) è un attore svedese.
Padre degli attori Alexander, Gustaf, Bill e Valter Skarsgård e della Casting Director Eija Skarsgård, è noto soprattutto per aver ricoperto i ruoli del Capitano Tupolev in Caccia a Ottobre Rosso (1990), di Lewis Tappan in Amistad (1996), del professor Gerald Lambeu in Will Hunting - Genio ribelle (1997), di Sputafuoco Bill Turner nella saga di Pirati dei Caraibi, dello scienziato Erik Selvig nel Marvel Cinematic Universe,  del Barone Vladimir Harkonnen nei film Dune (2021) e Dune - Parte due (2024) e del ribelle Luthen Rael nella serie televisiva di Guerre stellari, Andor (2022-2025).
Per l'interpretazione di Boris Ščerbina, Vicepresidente del Consiglio dei Ministri e capo dell'Ufficio per il Combustibile e l'Energia, nella miniserie firmata HBO e Sky Chernobyl (2019) si è aggiudicato il Golden Globe per il miglior attore non protagonista in una serie.

## Biografia
Muove i primi passi nel mondo dello spettacolo partecipando nel 1968 alla serie televisiva svedese Bombi Bitt e io (Bombi Bitt och jag). Quindi, nel 1972, accede al Teatro Reale Drammatico di Stoccolma, nel quale rimarrà per 16 anni. Inizia in questo periodo anche la sua carriera cinematografica, che lo vede comparire in parti di secondo piano in piccole produzioni. Il primo ruolo di rilievo arriva nel 1982 con il film Den enfaldige mördaren di Hans Alfredson, partecipazione che gli vale l'Orso d'argento come miglior interprete maschile al Festival del cinema di Berlino, che gli consente in questo modo di raggiungere la notorietà internazionale.
Nel 1988 ottiene un piccolo ruolo nella produzione americana L'insostenibile leggerezza dell'essere di Philip Kaufman, tratto da un romanzo di Milan Kundera. Raggiunge una maggiore notorietà nel 1996 con Le onde del destino di Lars von Trier, che vinse il Gran Premio della Giuria al festival di Cannes. Lo stesso anno è nel cast di Amistad, di Steven Spielberg. Nel 1997 prende parte al film Will Hunting - Genio ribelle di Gus Van Sant.
Il successo commerciale arriva grazie alla saga della Disney Pirati dei Caraibi: Skarsgard è nel cast di La maledizione del forziere fantasma nel 2006 e di Ai confini del mondo nel 2007 nel ruolo di Sputafuoco Bill Turner. In seguito appare nel film L'ultimo inquisitore di Miloš Forman del 2006, nel 2008 interpreta il ruolo di Bill Anderson in Mamma Mia!, ruolo che riprenderà in Mamma Mia! Ci risiamo, mentre nel 2009 è nel cast di Angeli e demoni, diretto da Ron Howard e basato sull'omonimo romanzo di Dan Brown. Nel 2010 partecipa al film Frankie & Alice con Halle Berry.
Nel 2011 interpreta Martin Vanger nella rivisitazione di David Fincher di Millennium - Uomini che odiano le donne, film tratto dall'omonimo romanzo svedese. Sempre nel 2011 interpreta l'astrofisico Erik Selvig nei film Thor di Kenneth Branagh, ruolo che riprende nel film The Avengers (2012), Thor: The Dark World (2013), Avengers: Age of Ultron (2015), e Thor: Love and Thunder (2022).
Nel 2013 veste i panni di Seligman in Nymphomaniac di Lars von Trier e nel 2015 interpreta il Gran Duca nel film Cenerentola, diretto da Kenneth Branagh, con cui ha lavorato precedentemente nel primo film di Thor. Nel 2017 partecipa al film Borg McEnroe, diretto da Janus Metz Pedersen, in cui interpreta Lennart Bergelin, ex tennista e allenatore di Björn Borg. Nel 2019 interpreta Boris Shcherbina nella miniserie dell'HBO Chernobyl, che gli frutta una candidatura ai Premi Emmy e la vittoria ai Golden Globe come miglior attore non protagonista in una miniserie. Nel 2021 ha ottenuto per la prima volta il ruolo dello psicopatico e malvagio Barone Vladimir Harkonnen nel film Dune, diretto da Denis Villeneuve; ruolo che riprenderà nel sequel Dune - Parte due (2024). Nel 2023, Skarsgård vince il Leopard Club Award alla 76ª edizione del Locarno Film Festival. Nel 2022 interpreta il ribelle Luthen Rael, il mentore di Cassian Andor nella serie televisiva spin-off di Star Wars, Andor.

### Vita privata
Dal 1975 al 2007 è stato sposato con la dottoressa My Guenther. La coppia ha avuto sei figli: Alexander (1976), Gustaf (1980), Sam (1982), Bill (1990), Eija (1992) e Valter (1995). Alexander, Sam, Gustaf, Bill e Valter hanno intrapreso la carriera di attori, mentre Eija è un'ex-modella.
Nel gennaio 2009 ha sposato la produttrice Megan Everett, da cui ha altri due figli: Ossian (2009), e Kolbjörn (2012).
Skarsgård è stato educato da genitori atei. Secondo Skarsgård, ciò non ha mai comportato alcun tipo di problema, dato che la sua educazione si basa sul rispetto reciproco delle opinioni altrui. Dopo gli attentati dell'11 settembre 2001, Skarsgård legge la Bibbia e il Corano, e li condanna entrambi come violenti.

## Filmografia

### Cinema
- Strandhugg i somras, regia di Mikael Ekman (1972)
- Firmafesten, regia di Jan Halldoff (1972)
- Åttonde budet, regia di Ivo Dvorák - cortometraggio (1973)
- Fem døgn i august, regia di Svend Wam (1973)
- Bröllopet, regia di Jan Halldoff (1973)
- Bocca di velluto (Anita - ur en tonårsflickas dagbok), regia di Torgny Wickman (1973)
- The Intruders, regia di Torgny Wickman (1975)
- Taboo (Tabu), regia di Vilgot Sjöman (1977)
- Hemåt i natten, regia di Jon Lindström (1977)
- Kyssen, regia di Berit Lundell - cortometraggio (1981)
- Den enfaldige mördaren, regia di Hans Alfredson (1982)
- P & B, regia di Hans Alfredson (1983)
- Åke och hans värld, regia di Allan Edwall (1984)
- Falsk som vatten, regia di Hans Alfredson (1985)
- Ormens väg på hälleberget, regia di Bo Widerberg (1986)
- Jim & piraterna Blom, regia di Hans Alfredson (1987)
- Hip hip hurra!, regia di Kjell Grede (1987)
- L'insostenibile leggerezza dell'essere (The Unbearable Lightness of Being), regia di Philip Kaufman (1988)
- Vargens tid, regia di Hans Alfredson (1988)
- Friends, regia di Kjell-Åke Andersson (1988)
- The Perfect Murder, regia di Zafar Hai (1988)
- s/y Glädjen, regia di Göran du Rées (1989)
- Täcknamn Coq Rouge, regia di Per Berglund (1989)
- Le donne sul tetto (Kvinnorna på taket), regia di Carl-Gustav Nykvist (1989)
- Caccia a Ottobre Rosso (The Hunt for Red October), regia di John McTiernan (1990)
- God afton, Herr Wallenberg, regia di Kjell Grede (1990)
- Il bue (Oxen), regia di Sven Nykvist (1991)
- Den demokratiske terroristen, regia di Per Berglund (1992)
- Wind - Più forte del vento (Wind), regia di Carroll Ballard (1992)
- Colpo di fionda (Kådisbellan), regia di Åke Sandgren (1993)
- Polis polis potatismos, regia di Per Berglund (1993) - non accreditato
- Sista dansen, regia di Colin Nutley (1993)
- Jönssonligans största kupp, regia di Hans Åke Gabrielsson (1995)
- Kjærlighetens kjøtere, regia di Hans Petter Moland (1995)
- Hundarna i Riga, regia di Per Berglund (1995)
- Harry och Sonja, regia di Björn Runge (1996)
- Le onde del destino (Breaking the Waves), regia di Lars von Trier (1996)
- Insomnia (Insomnia), regia di Erik Skjoldbjærg (1997)
- Mio figlio il fanatico (My Son the Fanatic), regia di Udayan Prasad (1997)
- Will Hunting - Genio ribelle (Good Will Hunting), regia di Gus Van Sant (1997)
- Amistad, regia di Steven Spielberg (1997)
- Glasblåsarns barn, regia di Anders Grönros (1998)
- Savior, regia di Predrag Antonijevic (1998)
- Ronin, regia di John Frankenheimer (1998)
- Blu profondo (Deep Blue Sea), regia di Renny Harlin (1999)
- Passion of Mind, regia di Alain Berliner (2000)
- Signs & Wonders, regia di Jonathan Nossiter (2000)
- Timecode, regia di Mike Figgis (2000)
- Dancer in the Dark, regia di Lars von Trier (2000)
- Aberdeen, regia di Hans Petter Moland (2000)
- Powder Keg, regia di Alejandro González Iñárritu - cortometraggio (2001)
- Kiss Kiss (Bang Bang), regia di Stewart Sugg (2001)
- A torto o a ragione (Taking Sides), regia di István Szabó (2001)
- Prigione di vetro (The Glass House), regia di Daniel Sackheim (2001)
- No Good Deed - Inganni svelati, regia di Bob Rafelson (2002)
- City of Ghosts, regia di Matt Dillon (2002)
- Dogville, regia di Lars von Trier (2003)
- Eiffeltornet, regia di Niklas Rådström - cortometraggio (2004)
- King Arthur, regia di Antoine Fuqua (2004)
- L'esorcista - La genesi (Exorcist: The Beginning), regia di Renny Harlin (2004)
- Dominion: Prequel to the Exorcist (Dominion: Prequel to the Exorcist), regia di Paul Schrader (2005)
- Torte Bluma, regia di Benjamin Ross - cortometraggio (2005)
- Beowulf & Grendel, regia di Sturla Gunnarsson (2005)
- Guilty Hearts, regia di George Augusto, Savina Dellicour e Phil Dornfeld (2006)
- Kill Your Darlings, regia di Björne Larson (2006)
- Pirati dei Caraibi - La maledizione del forziere fantasma (Pirates of the Caribbean: Dead Man's Chest), regia di Gore Verbinski (2006)
- L'ultimo inquisitore (Goya's Ghosts), regia di Miloš Forman (2006)
- WΔZ, regia di Tom Shankland (2007)
- Pirati dei Caraibi - Ai confini del mondo (Pirates of the Caribbean: At World's End), regia di Gore Verbinski (2007)
- Arn - L'ultimo cavaliere (Arn - Tempelriddaren), regia di Peter Flinth (2007)
- Mamma Mia!, regia di Phyllida Lloyd (2008)
- Arn - Riket vid vägens slut, regia di Peter Flinth (2008)
- Angeli e demoni (Angels & Demons) regia di Ron Howard (2009)
- Tradire è un'arte - Boogie Woogie (Boogie Woogie), regia di Duncan Ward (2009)
- En ganske snill mann, regia di Hans Petter Moland (2010)
- Frankie & Alice, regia di Geoffrey Sax (2010)
- As If I Am Not There, regia di Juanita Wilson (2010)
- Dimension 1991-2024, regia di Lars von Trier - cortometraggio (2010)
- Kongen av Bastøy, regia di Marius Holst (2010)
- Thor, regia di Kenneth Branagh (2011)
- Melancholia, regia di Lars von Trier (2011)
- Millennium - Uomini che odiano le donne (The Girl with the Dragon Tattoo), regia di David Fincher (2011)
- The Avengers, regia di Joss Whedon (2012)
- Thor: The Dark World, regia di Alan Taylor (2013)
- Medicus (Der Medicus), regia di Philipp Stölzl (2013)
- Romeo and Juliet, regia di Carlo Carlei (2013)
- Le due vie del destino - The Railway Man (The Railway Man), regia di Jonathan Teplitzky (2013)
- Nymphomaniac: volume I, regia di Lars von Trier (2013)
- Nymphomaniac: volume II, regia di Lars von Trier (2013)
- In ordine di sparizione (Kraftidioten), regia di Hans Petter Moland (2014)
- Hector e la ricerca della felicità (Hector and the Search for Happiness), regia di Peter Chelsom (2014)
- Cenerentola (Cinderella), regia di Kenneth Branagh (2015)
- Avengers: Age of Ultron, regia di Joss Whedon (2015)
- Il traditore tipo (Our Kind of Traitor), regia di Susanna White (2016)
- Return to Montauk, regia di Volker Schlöndorff (2017)
- Borg McEnroe, regia di Janus Metz Pedersen (2017)
- L'uomo che uccise Don Chisciotte (The Man Who Killed Don Quixote), regia di Terry Gilliam (2018)
- Mamma Mia! Ci risiamo (Mamma Mia! Here We Go Again), regia di Ol Parker (2018)
- Håp, regia di Maria Sødahl (2019)
- Nabarvené ptáče, regia di Václav Marhoul (2019)
- Out Stealing Horses - Il passato ritorna (Ut og stjæle hester), regia di Hans Petter Moland (2019)
- Last Words, regia di Jonathan Nossiter (2020)
- Dune, regia di Denis Villeneuve (2021)
- Thor: Love and Thunder, regia di Taika Waititi (2022) - cameo
- Dune - Parte due (Dune: Part Two), regia di Denis Villeneuve (2024)
- Affeksjonsverdi, regia di Joachim Trier (2025)

### Televisione
- Bombi Bitt och jag – serie TV, 5 episodi (1968)
- Magnetisören, regia di Bengt Lagerkvist - film TV (1972)
- Skärp dig, älskling – miniserie TV (1981)
- Babels hus – serie TV (1981)
- Olsson per sekund eller Det finns ingen anledning till oro, regia di Lars Amble - film TV (1981)
- Farmor och vår herre – miniserie TV (1983)
- Hustruskolan, regia di Ingmar Bergman - film TV (1983)
- Den tragiska historien om Hamlet - Prins av Danmark, regia di Ragnar Lyth - film TV (1985)
- American Playhouse – serie TV, episodio 4x06 (1985)
- August Strindberg: Ett liv – serie TV (1985)
- Vildanden, regia di Bo Widerberg - film TV (1989)
- Förhöret, regia di Per Berglund - film TV (1989)
- S*M*A*S*H – miniserie TV, puntata 1x06 (1990)
- Parker Kane, regia di Steve Perry - film TV (1990)
- Rapport till himlen – miniserie TV (1994)
- The Kingdom - Il regno (Riget II) – miniserie TV, puntata 1x03 (1997)
- D-dag, regia di Søren Kragh-Jacobsen, Kristian Levring, Thomas Vinterberg e Lars von Trier - film TV (2000)
- D-dag - Lise, regia di Lars von Trier - film TV (2000)
- Harlan County War, regia di Tony Bill - film TV (2000)
- D-dag - Den færdige film, regia di Søren Kragh-Jacobsen, Kristian Levring, Thomas Vinterberg e Lars von Trier - film TV (2001)
- Helen of Troy - Il destino di un amore (Helen of Troy), regia di John Kent Harrison - film TV (2003)
- God on Trial, regia di Andy De Emmony - film TV (2008)
- Entourage – serie TV, episodi 5x09-5x10-5x11 (2008)
- Rouge Brésil, regia di Sylvain Archambault (2013)
- River, regia di Richard Laxton, Tim Fywell e Jessica Hobbs – miniserie TV (2015)
- Chernobyl, regia di Johan Renck – miniserie TV (2019)
- Andor – serie TV, 18 episodi (2022-2025)

### Doppiatore
- Peter senza coda in Americat, regia di Jan Gissberg e Stig Lasseby (1985)
- Att döda ett barn, regia di Björne Larson e Alexander Skarsgård - cortometraggio (2003)
- Metropia, regia di Tarik Saleh (2009)
- Muumi ja punainen pyrstötähti, regia di Maria Lindberg (2010)
- I Simpson (The Simpsons) – serie animata, ep. 32x06 (2020)

## Riconoscimenti
- Golden Globe
  - 2020 – Miglior attore non protagonista in una serie per Chernobyl
- Screen Actors Guild Award
  - 1998 – Candidatura per il miglior cast cinematografico per Will Hunting - Genio ribelle
- Emmy Awards
  - 2019 – Candidatura per il miglior attore non protagonista in una mini-serie o film per la televisione per Chernobyl
- Festival internazionale del cinema di Berlino
  - 1982 – Orso d'argento per il miglior attore per Den enfaldige mördaren
- European Film Awards
  - 1998 – Miglior contributo europeo al cinema mondiale per Amistad e Will Hunting – Genio ribelle
  - 2000 – Candidatura per il miglior attore per Aberdeen
  - 2001 – Candidatura per il miglior attore per A torto o a ragione
  - 2014 – Candidatura per il miglior attore per Nymphomaniac (vol. 1 e 2)
- Guldbagge Awards
  - 1982 – Miglior attore per Den enfaldige mördaren
  - 1990 – Miglior attore per Täcknamn Coq Rouge e Le donne sul tetto
  - 2018 – Miglior attore non protagonista per Borg McEnroe
- Telluride Film Festival
  - 2000 – Silver Medallion Award
- Festival internazionale del cinema di Mar del Plata
  - 2002 – Astor d'argento al miglior attore per A torto o a ragione
- Premio Amanda
  - 2010 – Miglior attore per En ganske snill mann

- Hawaii International Film Festival
  - 2010 – Premio EuroCinema per il miglior attore per En ganske snill mann
- Dublin International Film Festival
  - 2012 – Premio alla carriera
- Premio Bodil
  - 2004 – Candidatura per il miglior attore non protagonista per Dogville
  - 2014 – Candidatura per il miglior attore protagonista per Nymphomaniac (vol. 1 e 2)
- Premio Chlotrudis
  - 2003 – Candidatura per il miglior attore per Aberdeen
  - 2012 – Candidatura per il miglior attore per En ganske snill mann
- Fangoria Chainsaw Awards
  - 2006 – Candidatura per il miglior attore per Dominion: Prequel to the Exorcist
- Festival della televisione di Monte Carlo
  - 2016 – Candidatura per il miglior attore in una serie televisiva drammatica per River
- People's Choice Awards
  - 2009 – Candidatura per il miglior cast per Mamma Mia!
- Robert Festival
  - 2004 – Candidatura per il miglior attore non protagonista per Dogville
  - 2015 – Candidatura per il miglior attore per Nymphomaniac (vol. 1 e 2)
- Satellite Award
  - 2008 – Candidatura per il miglior attore in una mini-serie o film per la televisione per God on Trial
  - 2019 – Candidatura per il miglior attore non protagonista in una serie, miniserie o film per la televisione per Chernobyl

## Doppiatori italiani
Nelle versioni in italiano delle opere in cui ha recitato, Stellan Skarsgård è stato doppiato da:
- Rodolfo Bianchi in King Arthur, Pirati dei Caraibi - La maledizione del forziere fantasma, Pirati dei Caraibi - Ai confini del mondo, Millennium - Uomini che odiano le donne, Nymphomaniac, In ordine di sparizione, Il traditore tipo, Borg McEnroe, L'uomo che uccise Don Chisciotte, Hope, Dune, Andor, Dune - Parte due
- Luca Biagini in Amistad, Passion of Mind, L'ultimo inquisitore, Mamma Mia!, Melancholia, Romeo and Juliet, Cenerentola, Mamma Mia! Ci risiamo, Out Stealing Horses - Il passato ritorna
- Ambrogio Colombo in Will Hunting - Genio ribelle, Thor, The Avengers, Thor: The Dark World, Avengers: Age of Ultron, Chernobyl, Thor: Love and Thunder
- Renato Cortesi in Blu profondo, Angeli e demoni, Tradire è un'arte - Boogie Woogie, Le due vie del destino - The Railway Man
- Michele Gammino in Prigione di vetro, Hector e la ricerca della felicità
- Roberto Pedicini in Wind - Più forte del vento, Kiss Kiss (Bang Bang)
- Massimo Rossi in Den enfaldige mördaren
- Massimo Lodolo ne L'insostenibile leggerezza dell'essere
- Paolo Buglioni ne Le onde del destino
- Paolo Bessegato in Insomnia
- Piero Tiberi in Savior
- Helmut Hagen in Ronin
- Carlo Valli in A torto o a ragione
- Sandro Iovino in No Good Deed - Inganni svelati
- Antonio Palumbo in City of Ghosts
- Nino Prester in Dogville
- Massimo Corvo in Helen of Troy - Il destino di un amore
- Francesco Pannofino ne L'esorcista - La genesi
- Massimo Milazzo in Entourage
- Enrico Bertorelli in Beowulf & Grendel
- Roberto Draghetti in wΔz
- Saverio Indrio in Frankie & Alice
- Dario Penne in Rouge Brésil
- Angelo Nicotra in Medicus
- Gianni Giuliano in River

Da doppiatore è sostituito da:
- Francesco Caruso Cardelli ne I Simpson